# Railer
Railer is het negende studioalbum van de Amerikaanse skatepunkband Lagwagon. Het album werd uitgegeven op 4 oktober 2019 door het platenlabel Fat Wreck Chords op cd en lp. Het is het eerste studioalbum van de band sinds Hang (2014).

## Achtergrond
De uitgave van het album werd aangekondigd op 29 juli 2019 en een nieuw nummer van het album, getiteld "Bubble, werd uitgegeven. Tegelijkertijd werd er een nieuwe tour van de band met Face to Face aangekondigd om het nieuwe album te promoten. Een tweede nummer, getiteld "Surviving California", werd uitgegeven op 4 september dat jaar. Er werd een videoclip voor dit nummer uitgebracht in november hetzelfde jaar. Het gehele album werd beschikbaar gemaakt voor streamen op 2 oktober, twee dagen voordat het officieel werd uitgegeven.

## Nummers
Alle nummers zijn geschreven door frontman Joey Cape, tenzij anders wordt aangegeven. De laatste track, "Faithfully", is een cover van de rockband Journey.
1. "Stealing Light" - 2:35
2. "Surviving California" (Joe Raposo/Joey Cape) - 2:51
3. "Jini" - 2:53
4. "Parable" - 2:59
5. "Dangerous Animal" - 2:21
6. "Bubble" - 3:25
7. "The Suffering" - 4:34
8. "Dark Matter" - 2:37
9. "Fan Fiction" - 3:25
10. "Pray for Them" - 2:53
11. "Auf Wiedersehen" - 2:38
12. "Faithfully" (Jonathan Cain) - 2:45

## Band
- Joey Cape - zang
- Chris Flippin - gitaar
- Chris Rest - gitaar
- Dave Raun - drums
- Joe Raposo - basgitaar